# Marienbrücke (Neuschwanstein)

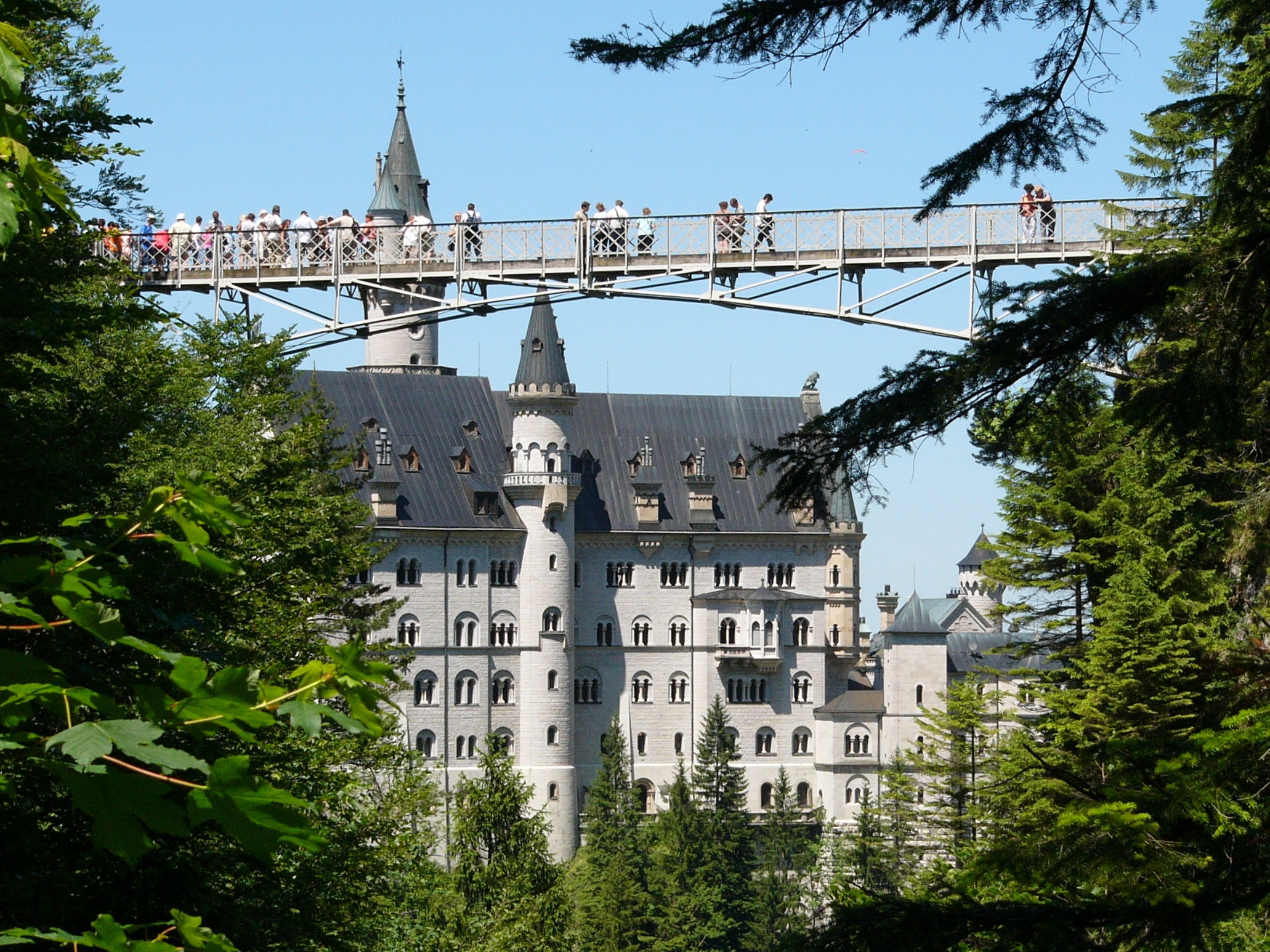
Le Marienbrücke et le Neuschwanstein

Le Marienbrücke (également appelé Pöllatbrücke), situé dans le village de Schwangau près de Füssen, en Bavière, est un pont sur le Pöllat visible du château de Neuschwanstein. 
Le Pöllat est un petit torrent de montagne qui se déverse du Marienbrück, par de petites cascades, vers la vallée de Hohenschwangau par la gorge du Pöllat. C'est une destination touristique très populaire, particulièrement impressionnant les jours pluvieux. La gorge, avec ses murs de rochers escarpés, était déjà connue du roi Maximilien II qui appréciait sa nature sauvage.
Le Marienbrücke était d'abord en bois. Il est appelé ainsi en l'honneur de Marie de Hohenzollern, mère de Louis II. En 1866, la reconstruction a été confiée à la maison Eisengießerei Klett & Comp., aujourd'hui MAN. Il s'agit d'une construction autoportante de fer (porte-à-faux) qui s'élève à 92 m au-dessus de la gorge. Les balustrades sont toujours d'origine.
De ce pont, Louis II vient régulièrement admirer le château avec la « salle des chanteurs » illuminée de mille feux. Dans une lettre de 1881, il écrit :
«  La vue de là-haut est enchanteresse, particulièrement la vue du Marienbrücke sur le château, qui surpassera fortement la Wartburg pour tous ses mérites reconnus d'emplacement, de splendeur architecturale et de peintures magnifiques.  »
En août 2015, le pont est fermé en raison de travaux de rénovation sur les ancrages dans la roche. Lors de la rénovation des dommages ont été réparés aux boulons d'ancrage. On a renouvelé le revêtement de la structure métallique et le revêtement du tablier en bois. Les coûts de rénovation se sont élevés à environ 650 000 €. Le 4 août 2016, le pont a été inauguré à nouveau par l'administrateur du district Ostallgäu et le ministre des Finances de Bavière Markus Söder.